# Raccolta
Raccolta (italsky sbírka, plný název Raccolta delle orazioni e pie opere per le quali sono sono concedute dai Sommi Pontefici le SS. Indulgenze, tj. Sbírka modliteb a zbožných skutků, za něž je možno získat od Nejvyššího Pontifika svaté odpustky) je sbírka odpustkových modliteb, pobožností a zbožných skutků, vydávaná mezi lety 1807–1950. Obsahuje texty odpustkových modliteb, výši odpustků a podmínky jejich dosažení a také odkaz na papežský dokument, kterým byla příslušná pobožnost odpustky obdařena.
První Raccoltu sebral Telesforo Galli v roce 1807 a od té doby vyšlo mnoho vydání. Oficiálně byla Raccolta schválena 15. prosince 1854, všechna následující vydání byla už připravována přímo Svatým stolcem. Raccolta vycházela v italštině, texty modliteb však byly tištěny latinsky.
V roce 1968 byla Raccolta nahrazena dokumentem Enchiridion Indulgentiarum (česky Enchiridion odpustků, Olomouc, Matice cyrilometodějská, 2000), který však záměrně obsahuje méně konkrétních modliteb, je formulován obecněji (i s ohledem na modlitební tradice katolických církví jiného než římského ritu) a nepoužívá počítání částečných odpustků na dny. Někteří tradicionalističtěji zaměření katolíci ovšem výměr odpustků dle Raccolty stále užívají.
Úplný český překlad Raccolty nevyšel, vzniklo ale několik českých odpustkových knih, které z Raccolty přímo či nepřímo vycházely (Poklad církve svaté, Praha, 1877; Vondruška, K.: Odpustková knížka, Praha, 1890; Ševčík, J. N.: Odpustková modlitební knížka, Brno, 1911).